# Taekwondo vid panamerikanska spelen 2023
Taekwondo vid panamerikanska spelen 2023 avgjordes i Centro de Deportes de Contacto i Santiago, Chile, under perioden 21–24 oktober 2023. Totalt tävlades det i 13 grenar.

## Medaljörer

### Herrar
| Gren   | Guld                                                     | Silver                                                        | Brons                                                             |
| 58 kg  | Brandon Plaza · Mexiko                                   | Lucas Guzmán · Argentina                                      | Jhon Garrido · Colombia                                           |
| 58 kg  | Brandon Plaza · Mexiko                                   | Lucas Guzmán · Argentina                                      | Paulo Melo · Brasilien                                            |
| 68 kg  | Khalfani Harris · USA                                    | Bernardo Pié · Dominikanska republiken                        | Tae-Ku Park · Kanada                                              |
| 68 kg  | Khalfani Harris · USA                                    | Bernardo Pié · Dominikanska republiken                        | José Luis Acuña · Argentina                                       |
| 80 kg  | Carl Nickolas · USA                                      | Miguel Trejos · Colombia                                      | Kelvin Calderón · Kuba                                            |
| 80 kg  | Carl Nickolas · USA                                      | Miguel Trejos · Colombia                                      | Lucas Ostapiv · Brasilien                                         |
| +80 kg | Carlos Sansores · Mexiko                                 | Jonathan Healy · USA                                          | Agustín Alves · Argentina                                         |
| +80 kg | Carlos Sansores · Mexiko                                 | Jonathan Healy · USA                                          | Marc-André Bergeron · Kanada                                      |
| Lag    | Brasilien · Edival Pontes · Maicon Siqueira · Paulo Melo | Chile · Joaquín Churchill · Ignacio Morales · Aarón Contreras | Mexiko · Uriel Gómez · Carlos Navarro · Bryan Salazar             |
| Lag    | Brasilien · Edival Pontes · Maicon Siqueira · Paulo Melo | Chile · Joaquín Churchill · Ignacio Morales · Aarón Contreras | Ecuador · Adrián Miranda · José Carlos Nieto · Julio César Arroyo |

### Damer
| Gren   | Guld                                                                               | Silver                                                        | Brons                                                            |
| 49 kg  | Daniela Souza · Mexiko                                                             | Andrea Ramírez · Colombia                                     | Giulia Sendra · Argentina                                        |
| 49 kg  | Daniela Souza · Mexiko                                                             | Andrea Ramírez · Colombia                                     | Melina Daniel · USA                                              |
| 57 kg  | Skylar Park · Kanada                                                               | Maria Clara Pacheco · Brasilien                               | Caitlyn Cox · USA                                                |
| 57 kg  | Skylar Park · Kanada                                                               | Maria Clara Pacheco · Brasilien                               | Carolena Carstens · Panama                                       |
| 67 kg  | Leslie Soltero · Mexiko                                                            | Ava Lee · Haiti                                               | Claudia Gallardo · Chile                                         |
| 67 kg  | Leslie Soltero · Mexiko                                                            | Ava Lee · Haiti                                               | Kristina Teachout · USA                                          |
| +67 kg | Madelynn Gorman-Shore · USA                                                        | Gloria Mosquera · Colombia                                    | Aliyah Shipman · Haiti                                           |
| +67 kg | Madelynn Gorman-Shore · USA                                                        | Gloria Mosquera · Colombia                                    | Victoria Heredia · Mexiko                                        |
| Lag    | Dominikanska republiken · Katherine Rodríguez · Madelyn Rodríguez · Mayerlin Mejía | Mexiko · Victoria Heredia · Fabiola Villegas · Leslie Soltero | Brasilien · Caroline Santos · Maria Clara Pacheco · Sandy Macedo |
| Lag    | Dominikanska republiken · Katherine Rodríguez · Madelyn Rodríguez · Mayerlin Mejía | Mexiko · Victoria Heredia · Fabiola Villegas · Leslie Soltero | Kuba · Arlettys Acosta · Frislaidis Martínez · Marlyn Pérez      |

### Poomsae
| Gren                 | Guld                                  | Silver                                   | Brons                                    |
| Individuellt, herrar | William Arroyo · Mexiko               | Elian Ortega · Nicaragua                 | Luis Colon · Puerto Rico                 |
| Individuellt, herrar | William Arroyo · Mexiko               | Elian Ortega · Nicaragua                 | Hugo Del Castillo · Peru                 |
| Individuellt, damer  | Kaitlyn Reclusado · USA               | María Higueros Independent Athletes Team | Soo Lee Kim · Mexiko                     |
| Individuellt, damer  | Kaitlyn Reclusado · USA               | María Higueros Independent Athletes Team | Arelis Medina · Puerto Rico              |
| Mixat par            | Mexiko · William Arroyo · Soo Lee Kim | Nicaragua · Elian Ortega · Ingrid Darce  | Puerto Rico · Luis Colón · Arelis Medina |
| Mixat par            | Mexiko · William Arroyo · Soo Lee Kim | Nicaragua · Elian Ortega · Ingrid Darce  | Ecuador · Mario Troya · Katlen Jerves    |

## Medaljtabell
*   Värdland ( Chile)
| Nr                   | Nation                    | Guld | Silver | Brons | Totalt |
| -------------------- | ------------------------- | ---- | ------ | ----- | ------ |
| 1                    | Mexiko                    | 6    | 1      | 3     | 10     |
| 2                    | USA                       | 4    | 1      | 3     | 8      |
| 3                    | Brasilien                 | 1    | 1      | 3     | 5      |
| 4                    | Dominikanska republiken   | 1    | 1      | 0     | 2      |
| 5                    | Kanada                    | 1    | 0      | 2     | 3      |
| 6                    | Colombia                  | 0    | 3      | 1     | 4      |
| 7                    | Nicaragua                 | 0    | 2      | 0     | 2      |
| 8                    | Argentina                 | 0    | 1      | 3     | 4      |
| 9                    | Chile*                    | 0    | 1      | 1     | 2      |
| 9                    | Haiti                     | 0    | 1      | 1     | 2      |
| 11                   | Independent Athletes Team | 0    | 1      | 0     | 1      |
| 12                   | Puerto Rico               | 0    | 0      | 3     | 3      |
| 13                   | Ecuador                   | 0    | 0      | 2     | 2      |
| 13                   | Kuba                      | 0    | 0      | 2     | 2      |
| 15                   | Panama                    | 0    | 0      | 1     | 1      |
| 15                   | Peru                      | 0    | 0      | 1     | 1      |
| Totalt (16 nationer) | Totalt (16 nationer)      | 13   | 13     | 26    | 52     |